# Атакамски скелетон
Атакамски скелетон (познат као Ата) је скелет дуг 150 мм. Пронађен је у напуштеном граду у пустињи Атакама у Чилеу, 2003. године. Када је пронађен, Ата је завршио у приватној колекцији у Шпанији. Скелет је пронашао Оскар Муњоз, близу напуштеног храма у граду духова познатог као Ла Норија. Муњоз је скелет касније продао локалном власнику паба за 30.000 пезоса. Потом га је он продао шпанском бизнисмену Рамону Навији-Осорију, који је тренутни власник.
Иако се у почетку сматрало да је скелет старији, остаци су стари само неколико деценија. То је закључено када је откривено да је ДНК јако квалитетан. Ата има неправилан облик главе и фале му два ребра. Постоји неколико хипотеза о томе шта је Ата. Неки мисле да је Ата само људски скелет. Но многи верују да је то јако мала вероватност због своје величине. Но многи научници мисле да је Ата само дете и да је патио од тешког облика закржљавости. Многи научници су као и многи људи веровали да је Ата заправо скелет ванземаљца но та могућност је поништена када је откривено како Ата у себи има људске гене.